# Picross 2
Picross 2 (ピクロス2, en japonais) est un jeu vidéo de puzzle développé par Ape Incorporated et Jupiter et édité par Nintendo, sorti en 1996 sur Game Boy. Il s'agit de la suite de Mario's Picross.